# وعلان (ناطع)

تعديل مصدري - تعديل

وعلان هي إحدى قرى عزلة ريمة بمديرية ناطع التابعة لمحافظة البيضاء، بلغ تعداد سكانها 189 نسمة حسب تعداد اليمن لعام 2004.